# Estadio La Asunción
El Estadio La Asunción es un recinto deportivo ubicado en el municipio de Asunción Mita del departamento de Jutiapa en Guatemala. Es utilizado por el Deportivo Mictlán para disputar sus partidos como local, actualmente posee una capacidad para albergar a 4 000 espectadores.